# Any-source Multicast
Any-source multicast (ASM) ist die ältere und üblichere Form eines Multicasts, in der mehrere Sender in derselben Gruppe sein können (*,G). Im Gegensatz dazu steht der Source-specific Multicast, in der eine einzige Quelle definiert ist.
Diese Methode des Multicasts erlaubt es hosts zu bzw. von einer Gruppe zu senden ohne irgendeine Restriktion der Lokation des Endnutzers. Aufgrund der nominalen Bandbreitennutzung ist dies beispielsweise gut geeignet für Videokonferenzen. Es erlaubt jedoch auch nicht autorisierten Verkehr und damit Denial of Service Attacken.
ASM wird zum Beispiel im IGMPv2 (bzw. MLDv1 für IPv6) oder auch PIM-SM, MSDP und MBGP genutzt.

## Vorteile
- Skalierbarkeit für große Aufgaben
- Reduktion von Gruppen Management
- Existierende Technologien können genutzt werden